# Sèdjè-Dénou
Sèdjè-Dénou ist eine Stadt und ein Arrondissement im Departement Atlantique in Benin. Es ist eine Verwaltungseinheit, die der Gerichtsbarkeit der Kommune Zè untersteht.

## Demografie und Verwaltung
Gemäß der Volkszählung 2013 des beninischen Statistikamtes INSAE hatte das Arrondissement 8947 Einwohner, davon waren 4235 männlich und 4712 weiblich.
Von den 101 Dörfern und Quartieren der Kommune Zè entfallen sieben auf Sèdjè-Dénou:
1. Agbohounsou
2. Agondénou
3. Agongbo
4. Aguiakpa
5. Sèdjè-Dénou
6. Sèdjè-Kpota
7. Sèdjè-Zounmey-Aga